# Front fred

El símbol d'un front fred

Un front fred és un límit entre dues masses d'aire, el front fred està situat al darrere del límit del sentit del desplaçament. Aquest front marca sobre la superfície terrestre una zona de variació espacial ràpida, gairebé discontínua, de la direcció del vent i del traçat de les línies isòbares i isotermes. En els mapes meteorològics, els fronts freds es representen per una línia omplerta de triangles que apunten en el sentit de l'avanç del front.

## Desenvolupament d'un front fred
L'aire més fred i més dens es posa en forma de falca sot l'aire més càlid i menys dens, aixecant-lo. Aquest moviment d'ascensió causa la baixada de la pressió al llarg del front fred i pot causar la formació d'una línia estreta de ruixats i tempestes de llamps i trons quan hi ha prou humitat. Els fronts freds es poden desplaçar fins a dues vegades més de pressa que els fronts càlids i poden produir canvis en la situació meteorològica més definits. Com que l'aire fred és més dens que l'aire càlid, ràpidament substitueix l'aire càlid del límit precedent. Els fronts freds s'associen generalment amb zones d'altes pressions.
A l'hemisferi nord un front fred provoca generalment un canvi del vent des del nord-est al sud-oest. Les característiques associades a un front fred inclouen i en l'hemisferi sud a un canvi de nord-est a sud-oest. Les característiques comunes associades als fronts freds inclouen:
| Fenomen meteorològic    | Abans del pas del front fred                                                 | Mentre passa el front                    | Després del pas del front                                                                              |
| ----------------------- | ---------------------------------------------------------------------------- | ---------------------------------------- | --- |
| Temperatura             | Calor                                                                        | Refredament sobtat                       | Refredament constant                                                                                   |
| Pressió atmosfèrica     | Disminució constant                                                          | La més baixa, aleshores increment sobtat | Increment continuat                                                                                    |
| Vents                   | - Sud-oest a sud-est (hemisferi nord) - Nord-oest a nord-est (hemisferi sud) | Amb ràfegues; canviant                   | - Nord a oest, normalment nord-oest (hemisferi nord) - Sud a oest, normalment sud-oest (hemisferi sud) |
| Precipitació/condicions | Ruixats breus                                                                | Tempestes de vegades severes             | Ruixats, seguits de clarianes                                                                          |
| Núvols                  | Increment: Cirrus, Cirrostratus, i Cumulonimbes                              | Cumulonimbus                             | Cúmulus                                                                                                |
| Visibilitat             | Bona a pobra calitja                                                         | Pobra, però millorant                    | Bona, excepte durant els ruixats                                                                       |
| Punt de rosada          | Alt; fix                                                                     | Baixada sobtada                          | Caient                                                                                                 |

Es representa en color blau i amb una línia continua de triangles